# Gung Ho (album)
Gung Ho – ósmy album Patti Smith nagrany w 2000 roku w Sear Sound (Nowy Jork).

## Lista utworów
1. "One Voice"  (Patti Smith, Jay Dee Daugherty)  – 4:46
2. "Lo and Beholden"  (Lenny Kaye, Patti Smith)  – 4:45
3. "Boy Cried Wolf"  (Patti Smith)  – 4:54
4. "Persuasion"  (Patti Smith, Fred Sonic Smith)  – 4:36
5. "Gone Pie"  (Patti Smith, Tony Shanahan)  – 4:06
6. "China Bird"  (Oliver Ray, Patti Smith)  – 4:08
7. "Glitter in Their Eyes"  (Ray, Patti Smith)  – 3:00
8. "Strange Messengers"  (Kaye, Patti Smith)  – 8:06
9. "Grateful"  (Patti Smith)  – 4:34
10. "Upright Come"  (Ray, Patti Smith)  – 3:00
11. "New Party"  (Patti Smith, Shanahan)  – 4:33
12. "Libbie's Song"  (Patti Smith)  – 3:28
13. "Gung Ho"  (Daugherty, Kaye, Ray, Patti Smith, Shanahan)  – 11:45

## Skład
- Patti Smith – wokal, gitara
- Lenny Kaye – gitara
- Jay Dee Daugherty – perkusja
- Tony Shanahan – gitara basowa, instrumenty klawiszowe
- Oliver Ray – gitara

### Gościnnie
- Grant Hart – pianino, farfisa
- Jackson Smith – gitara
- Kimberly Smith – mandolina
- Michael Stipe – dalszy wokal
- Rebecca Weiner – skrzypce
- Skaila Kanga – harfa
- Tom Verlaine – gitara
- Wade Raley – dalszy wokal